# Kanachut
Kanachut (en arménien Կանաչուտ ) est une communauté rurale du marz d'Ararat en Arménie. En 2008, elle compte 1 307 habitants.